# Alien Breed Evolution
Alien Breed: Evolution (conocido como Alien Breed: Evolution – Episode 1) es un shooter isométrico de la serie Alien Breed de Team17, y es el primer título en la serie desde 1996. Fue lanzado para la Xbox 360 el 16 de diciembre de 2009. Una versión actualizada llamada Alien Breed: Impact fue lanzada para Microsoft Windows y PlayStation 3 al año siguiente. Fue seguido por Alien Breed 2: Assault, lanzado en septiembre de 2010.

## Trama
Theodore J. Conrad es un ingeniero de la nave espacial Leopold, la cual sale del hiperespacio y choca con una nave fantasma misteriosa repleta de numerosos alienígenas hostiles. Justo antes de la colisión, Conrad es visitado por la androide Mia, quien le pregunta por qué está en contra de los sintéticos (el nombre de los androides del juego), y lo salva de los escombros de la nave fantasma, cuando esta perfora la habitación de Conrad en el momento de la colisión. Mia envía a Conrad para reiniciar los motores del Leopold para evitar que ambas naves choquen con el planeta sin nombre que se encuentra debajo. Conrad descubre que los motores se encuentran demasiado dañados, y aborda la nave fantasma para intentar reiniciar sus motores. Descubre que la nave es controlada por una fuerza antihumana, y sus defensas han sido programadas para atacar humanos a la vista. Finalmente, él llega a una gran piscina de donde sale un alienígena gigante durante una comunicación con Mia. Conrad le dice a Mia que la volverá a llamar, y el juego termina en suspenso.
En los niveles multijugador cooperativos de asalto, dos hombres, Thadeus Barnes y Eddie Vance, intentan localizar a Conrad; lo encuentran finalmente en la sala del motor, donde Mia les dice que una rotura del casco en la sección de hidroponía amenaza con destruir la nave. Ellos se ofrecen para sellar la rotura; tras completar la tarea exitosamente, su campaña termina.

## Jugabilidad
Alien Breed: Evolution es un shooter visto desde arriba, que transcurre a bordo de una nave espacial futurista. En cada nivel, el protagonista, Conrad, recibirá una serie de tareas, como recolectar tarjetas de acceso, restaurar energía, o escoltar inocentes, que deberá completar antes de encontrar la salida del nivel en forma de un ascensor. En su camino se encontrarán diversos tipos de alienígenas que lo atacarán, normalmente en masa. Conrad puede correr y disparar en todas las direcciones, y recolectar un número de armas e ítems distintos que lo ayudarán. El ángulo de la cámara puede ser rotado manualmente en incrementos de 45 grados. También existen varios paneles de datos para recolectar, los cuales proporcionarán información de distintas especies alienígenas que Conrad encontrará a lo largo del juego, información de trasfondo de los personajes del juego, e información adicional de las ubicaciones del juego.

## Alien Breed: Impact
Una versión de Alien Breed: Evolution fue lanzada en PlayStation Network y Steam, renombrada Alien Breed: Impact. Esta versión fue expandida para incluir alienígenas rediseñados y una tienda de mejoras.

## Recepción
El juego recibió reseñas «mixtas o medias» en todas las plataformas, de acuerdo con el sitio web agregador de reseñas Metacritic. A muchos críticos les pareció un juego repetitivo, y se quejaron de la falta de variedad a lo largo de su campaña.
IGN comentó acerca de la versión de Xbox 360: «Cualquiera que haya jugado el Alien Breed original en aquel entonces descubrirá que su shooter simplista visto desde arriba ha crecido, con efectos de iluminación grandiosos, una banda sonora atmosférica, y eventos cinemáticos que afectan – pero la jugabilidad en sí está arraigada en 1990». Eurogamer alabó los valores de producción, pero añadió que «un enfoque erróneo de jugabilidad cooperativa y una inherente falta de variedad lo perjudica en última instancia». Edge le dio una reseña mordaz, diciendo: «Repetitivo y simplista, Alien Breed: Evolution podrá ser fiel a su inspiración, pero este primer episodio no hace otra cosa que reforzar la reputación de Team17 de actualizaciones útiles pero poco inspiradoras de glorias pasadas».